# ذا سيمز 2: نايتلايف
ذا سيمز 2: نايتلايف (بالإنجليزية: The Sims 2: Nightlife)‏ هي لعبة فيديو توسعة ثانية للعبة ذا سيمز 2 أنتجت في سنة 2005، أضافت هذه النسخة منطقة داونتاون لمدينة سيمز وبإمكان اللاعب لعب البولنغ والغناء والذهاب للمطعم والرقص والتقاط الصور.